# Discoderus parallelus
Discoderus parallelus är en skalbaggsart som beskrevs av Samuel Stehman Haldeman. Discoderus parallelus ingår i släktet Discoderus och familjen jordlöpare. Inga underarter finns listade i Catalogue of Life.